# NTTテレパーク堂島第二ビル
NTTテレパーク堂島第二ビル（エヌ・ティ・ティテレパークどうじまだいにビル）とは、大阪市北区堂島3丁目のNTTテレパーク堂島内に建つNTT西日本大阪支店が入居する高層ビル。

## 概要
2002年8月に、それまで8階建てだったビルを増床して現在の形態となっている。ビル入口横には明治天皇と五代友厚に因んだ石碑が残っている。

## 交通
- 京阪中之島線 中之島駅または渡辺橋駅 約500m、徒歩6分
- 阪神本線 福島駅 約300m、徒歩4分
- JR西日本東西線 新福島駅 約600m、徒歩8分
- JR西日本大阪環状線 福島駅 約700m、徒歩9分
- 地下鉄四つ橋線 西梅田駅 約600m、徒歩8分

## 近隣公共施設
- 大阪中之島合同庁舎 （福島1丁目）
- ほたるまち （福島1丁目）
- 国立国際美術館 （中之島4丁目）
- 大阪市立科学館 （中之島4丁目）

- 田蓑橋 （堂島川に架かる橋）